# Хованский, Георгий Сергеевич
Георгий Сергеевич Хованский (21 апреля 1921, Самара — 13 мая 1999, Москва) — советский, российский прикладной математик, один из создателей отечественной номографической школы, доктор технических наук, профессор.

## Биография
Родился 21 апреля 1921 года в Самаре в семье князя Сергея Александровича Хованского (1883—1941) и Ольги Сергеевны, урождённой Зыбиной (1889—1964).
Отец окончил Императорский Казанский университет, преподавал в гимназии, в 1914 году стал членом-учредителем Самарской губернской архивной комиссии, в 1916 году — членом Самарского археологического общества, генеалог. Сергей Александрович заслуженно считается основателем архивного дела Самарской губернии, во время революции 1917 года он спас много архивных документов и культурных ценностей в Самарской губернии от уничтожения.
Мать после гимназии, которую она окончила с золотой медалью, поступила на отделение химии и геологии Высших Бестужевских курсов, до революции работала химиком-лаборантом на Тульском оружейном заводе. Потом она получила историческое и археологическое образование, последние годы своей жизни занималась археологическими раскопками булгарских поселений на Волге.
В 1939 году окончил с отличием Казанскую среднюю школу № 19 и поступил в Московский гидромелиоративный институт. Учёбу прервала война.
В начале Великой Отечественной войны работал на трудовом фронте, участвовал в оборонительных работах в Москве, потом вместе с институтом был эвакуирован в Ташкент, в 1943 году был призван в армию и попал в военное училище, после которого был направлен на курсы военных переводчиков по немецкому языку.
После демобилизации в 1945 году вернулся в Московский гидромелиоративный институт, который вынужден был оставить из-за доноса, связанного с его княжеским происхождением. В декабре 1950 года окончил с отличием Строительный институт Моссовета.
Вскоре был приглашён в только что образованный Институт точной механики и вычислительной техники АН СССР, где занимался построением номограмм для решения конкретных прикладных задач и разрабатывал теоретические методы номографирования.
Защитил кандидатскую диссертацию на тему «Методика построения номограмм с ориентированным транспарантом и приложений её к номографированию гидравлических расчетов» (1955).
С 1955 года работал в Вычислительном центре АН СССР, начальник отдела, заведующий сектором номографии, главный научный сотрудник. В 1963 году защитил докторскую диссертацию на тему «Методы номографирования и их приложения», в 1972 году присвоено звание профессора.

## Научная деятельность
Автор более 200 научных работ по номографии (научные статьи, монографии, учебники, научно-популярные брошюры) и тысяч номограмм для решения конкретных прикладных задач.
Под его редакцией вышло около 20 номографических сборников. Задачей номографических сборников являлось объединение всего нового, что происходило в номографии, начиная от практических работ, использующих современные методы номографирования, и кончая теоретическими разработками. Каждый сборник представляет собой стройное целое, а статьи сборника дополняют друг друга и дают общую картину последних достижений в области номографии. Номографический сборник был широко известен у нас и за рубежом, его получали библиотеки Англии, Франции, США, Канады, Индии и других стран.
Преподавал номографию в технических вузах.
Помимо основной работы, как и его отец, серьёзно занимался генеалогией и историей рода Хованских.

### Ученики
С. Н. Борисов, С. И. Гусев, Н. Ульмасов, Д. П. Чорбаджиев, С. А. Романов, Е. Г. Козлова, Е. А. Силаева, В. Б. Хейнман, Б. Д. Арончик, Г. Н. Потетюнко, Ф. Умаров, В. В. Чибисов, О. Н. Ляшенко, Н. Шерматов.

### Избранные публикации
- Хованский Г. С. Что такое номография. — М.: ВЦ АН СССР, 1969. — 65 с.
- Хованский Г. С. Методы номографирования. — М.: ВЦ АН СССР, 1964. — 224 с.
- Хованский Г. С. Номограммы с ориентированным транспарантом. — М.: Гостехиздат, 1957. — 204 с. — (Б-ка прикладного анализа и вычислительной математики).
- Хованский Г. С. Номография сегодня. — М.: Знание, 1987. — 29 с.
- Хованский Г. С. Номография и её возможности. — М.: Наука, 1977. — 128 с.
- Хованский Г. С. Основы номографии. — М.: Наука, 1976. — 351 с. — (Физико-математическая б-ка инженера).
- Хованский Г. С. Некоторые методы приближенного номографирования. — М.: ВЦ АН СССР, 1985. — 54 с. — (Сообщ. по вычисл. математике. АН СССР, ВЦ).
- Хованский Г. С. Номографические расчеты в гидравлике. — М.: Изд-во Акад. наук СССР, 1956. — 116 с.
- G. Khovanski. Eléments de nomographie.; Trad. du russe par Djilal Embarek. — Moscou : Mir, 1979. — 367 с.
- Гусев С. И., Козлова Е. Г., Хованский Г. С. Примеры номограмм для решения экстремальных задач. — М.: ВЦ РАН, 1997. — 97 с. ISBN 5-201-09736-7.

## Награды
- Кавалер ордена Трудового Красного Знамени.
- Медаль «За оборону Москвы»
- и др.

## Семья
Первая жена — Рогнеда Андреевна Ляпунова (1919—1966), дочь Андрея Николаевича Ляпунова (1878—1923), математика по образованию, строителя железнодорожных мостов, коллекционера живописи, и Елены Васильевны Ляпуновой (1887—1976), сестра Ляпунова, Алексея Андреевича, выдающегося математика, одного из основоположников кибернетики.
Вторая жена — Мария Васильевна Потемкина (1917—1995), дочь врачей Василия Васильевича Потёмкина и Марии Ильиничны, урождённой Созе.
Дочь — Елена Георгиевна Хованская, в замужестве Козлова (1946—2011), кандидат технических наук, автор известного детского математического задачника «Сказки и подсказки».
Сын — Аскольд Георгиевич Хованский (род. 3 июня 1947) — советский, российский и канадский математик, доктор физико-математических наук, профессор, член Академии наук Канады.